# Octarrhena uniflora
Octarrhena uniflora är en orkidéart som beskrevs av André Schuiteman och De Vogel. Octarrhena uniflora ingår i släktet Octarrhena och familjen orkidéer. Inga underarter finns listade i Catalogue of Life.